# Yume no Uta / Futari de...
Singles de Kumi Kōda
4 hot wave
(2006) Cherry Girl / Unmei
(2006)
Yume no Uta / Futari de... est le 33e single de Kumi Kōda sorti sous le label Rhythm Zone le 18 octobre 2006 au Japon. Il atteint la 1re place du classement de l'Oricon. Il se vend à 175 643 exemplaires la première semaine, et reste classé pendant 16 semaines, pour un total de 301 169 exemplaires vendus. C'est le 2e single le plus vendu de Kumi Kōda à ce jour, après 4 hot wave. Il sort en format CD et CD+DVD.
Yume no Uta a été utilisé comme thème musical pour le drama Damen's Walker. Yume no Uta se trouve sur l'album Black Cherry, sur la compilation Best ~Third Universe~ et sur l'album remix Koda Kumi Driving Hit's 2.
Yume no Uta et Futari de... ont la même mélodie, mais l'arrangement musical et les paroles sont différentes, racontant ainsi deux histoires d'amour différentes mais avec une mélodie commune.

## Liste des titres
Toutes les paroles sont écrites par Kumi Kōda.
| 1. | Yume no Uta (夢のうた)                                               | Hiro Yamaguchi           | 4:43 |
| 2. | Futari de... (ふたりで...)                                           | Hiro Yamaguchi, H-Wonder | 4:33 |
| 3. | Yume no Uta (Quartet Version) (Edition Limitée seulement) (夢のうた) | Hiro Yamaguchi           | 4:31 |
| 4. | Futari de… (Whoosh Mix) (Edition Limitée seulement) (ふたりで...)    | Hiro Yamaguchi, H-Wonder | 4:40 |
| 5. | Yume no Uta (Instrumental) (夢のうた)                                | Hiro Yamaguchi           | 4:47 |
| 6. | Futari de… (Instrumental) (ふたりで...)                              | Hiro Yamaguchi, H-Wonder | 4:33 |

| 1. | Yume no Uta (夢のうた)   |  |
| 2. | Futari de… (ふたりで...) |  |
| 3. | Making of                |  |